# Lindsay Shonteff
Lindsay Shonteff, per esteso Lindsay Craig Shonteff (Toronto, 5 novembre 1935 – Canada, 11 marzo 2006), è stato un regista, produttore cinematografico e sceneggiatore canadese che acquisì la fama di produttore di film inglesi a basso costo.

## Biografia
Lindsay Shonteff nacque a Toronto, Ontario (Canada) e fece il suo esordio come produttore e sceneggiatore nel 1959 con un film western,  The Hired Gun/The Last Gunfighter che egli girò a casa propria. Dopo la diffusione del film, Shonteff si recò in Inghilterra seguendo il suo amico e compagno canadese Sidney J. Furie.
In Inghilterra Shonteff esordì con Il mostro e le vergini (Devil Doll,  1964); originariamente il film avrebbe dovuto essere diretto da Furie, ma a questi fu offerto un film più prestigioso e così Furie rinunciò, raccomandando come regista l'amico Shonteff. 
Il produttore Richard Gordon affermò che Furie suggerì Shonteff durante le riprese del film.  Shonteff dovette tagliare il racconto horror di un manichino ventriloquo a causa di un giudizio X (solo per adulti) da parte del British Board of Film Classification.
Questo film interessò la Columbia Pictures che offrì un contratto a Shonteff, che tuttavia non fu stipulato a causa delle contestazioni di Shonteff.
Shonteff girò quindi, ancora per Gordon, l'avventura horror africana Curse of Simba (o anche Curse of the Voodoo) nel 1965.
Nello stesso anno egli fu co-regista in un film alla James Bond per il produttore S.J.H. "James" Ward, Licensed to Kill, che fu rilevato per la distribuzione internazionale da Joseph E. Levine; il film fu rieditato e reintitolato The Second Best Secret Agent in the Whole Wide World. 
Si dice che la 20th Century Fox avesse offerto un contratto a Shonteff, il quale lo avrebbe rifiutato non condividendone le condizioni.
Shonteff collaborò ancora con Ward in Run With the Wind nel 1966. Egli diresse nel 1967 The Million Eyes of Sumuru, prodotto da Harry Alan Towers.
Nel 1969, Shonteff diresse il film giallo Clegg, seguito nel 1970 dal film horror Night After Night After Night e dal film cult Permissive che esplora il mondo delle groupie. Nel 1971 Shonteff diresse il drama erotico The Yes Girls e nel 1972 il poco noto film thriller The Fast Kill. Quindi, nel 1973, diresse il film cult Big Zapper e l'anno successivo il suo sequel The Swordsman. Nel 1976 diresse inoltre il film Spy Story, adattamento cinematografico dell'omonimo romanzo di Len Deighton.
Con la battaglia pubblicitaria tra il rivale James Bond, di Albert Broccoli, ( La spia che mi amava) e Kevin McClory (il progettato James Bond of the Secret Service) nel 1977, Shonteff tornò all'agente segreto di No. 1 of the Secret Service (intitolato originariamente 008 of the Secret Service). A questo fece seguito nel 1979 con Licensed to Love and Kill e nel 1990 con Number One Gun.
Nel 1981 Shonteff girò in Inghilterra How Sleep the Brave, un film sulla guerra del Vietnam.
Shonteff morì l'ultimo giorno di produzione del suo ultimo film Angels, Devils, and Men.